# La Vall de Lierp

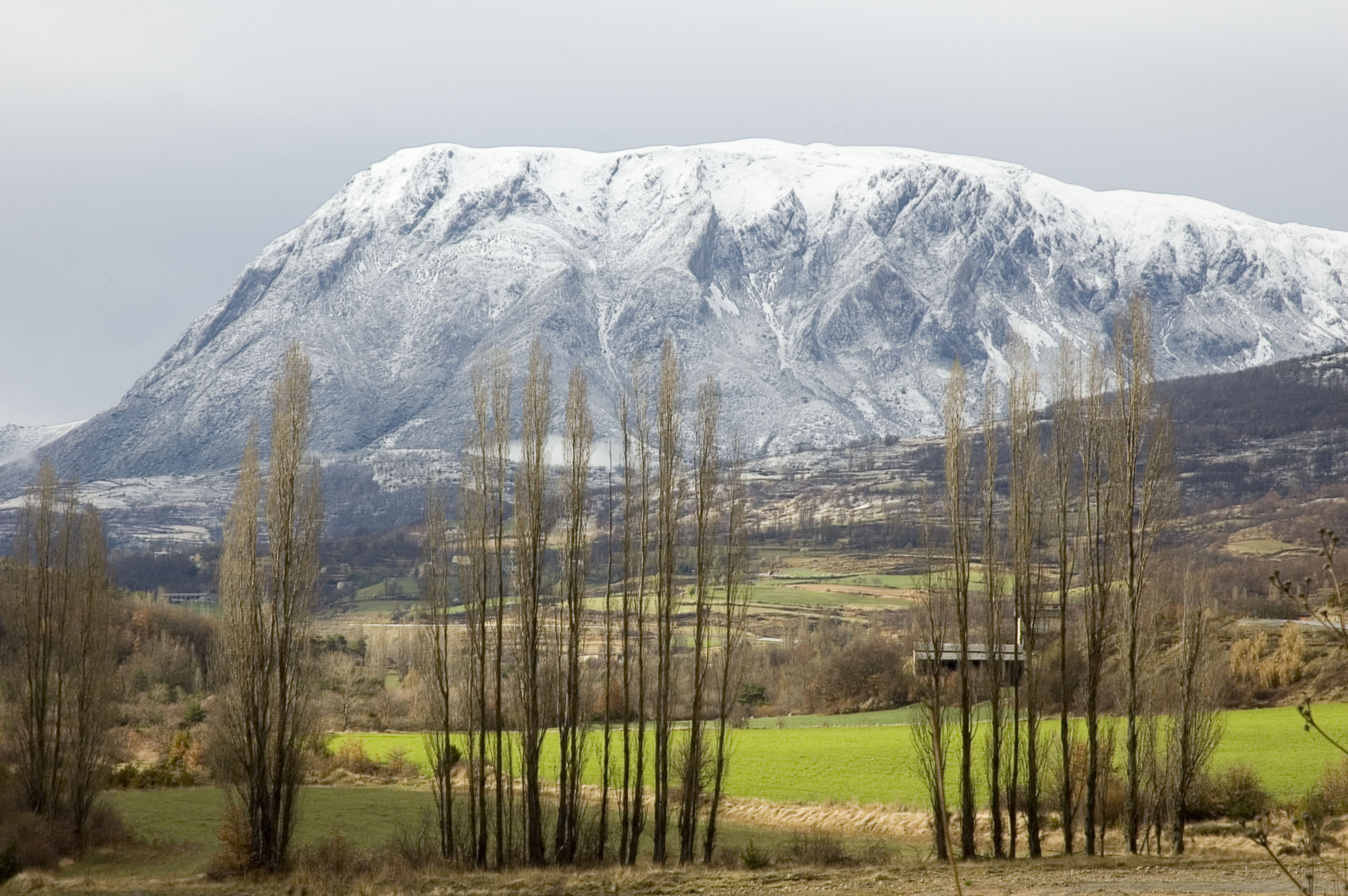
El Turbó.

La Vall de Lierp (en castellà Valle de Lierp i en aragonès Val de Lierp) és un municipi de la Ribagorça, al límit amb la zona actualment aragonesa de l'antic comtat de Ribagorça, format per la vall de Lierp, estesa entre el Turbó (2.492 m alt), al nord, que la separa de La Vall de Bardaixí, i la serra del Jordal (1.553 m alt), al sud, que la separa de la vall de Vacamorta.
El barranc d'Espluga de la vall de Lierp entrega les aigües al Rialbo o barranc de Llert, abans d'arribar a l'Éssera.
La temperatura mitjana anual és d'11° i la precipitació anual, 1000 mm.

## Entitats de població
El municipi comprèn els pobles següents: 
- Eixea. És el cap del municipi. El poble està a 1.015 metres sobre el nivell del mar, al vessant sud del massís del Turbó, vora el barranc de Paderniu.[4]

Eixea (Egea, en castellà) és un topònim descriptiu de construcció, procedent del vocable vascó etxa, amb el significat de casa. S'estén per la zona pirinenca de la província d'Osca. La primera referència documentada que es coneix d'aquest topònim es troba en un contracte de donació, datat l'any 1007 i autoritzat per Galindo (o Galí), abat del monestir de Santa Maria d'Ovarra. En la redacció figura l'expressió in vila Sxechari. Novament, és citat aquest terme per l'abat Ató, del mateix monestir, en un document de l'any 1030 pel qual s'intercanvien unes vinyes amb un tal Baró. En altres documents posteriors figura com a Exea o Eixea.
- Roperós.[6]
- Paderniu. Situat al vessant sud del Turbó i al NW de Serrat.[7]

Paderniu (Padarníu, en castellà) és un antropònim amb sufix celta: patern. En un document del segle VI, de la Col·lecció diplomàtica de la catedral d'Osca, apareix l'expressió In terra Hilardensi Paternianico ... Així mateix, en un document de l'any 1004, procedent del monestir d'Ovarra, s'escriu in vila Paternini, al citar Padarnín com una de les seves propietats. L'any 1092, es troben novament documentades les paraules in vila Paternini a l'afirmar que l'església d'aquest lloc estava dedicada a santa Eulàlia i depenia de Sant Vicenç de Roda.
- Serrat. Poble situat a 1.174 metres i al vessant meridional del Turbó.[9]

I les caseries de:
- Piniello. Situat al sud del municipi, camí de Merli.[10]
- El Pueio. Població disseminada. Hi ha un santuari, la Mare de Déu del Pueio.[11]

Topònim, també descriptiu del lloc que ocupa, derivat de la paraula llatina podium, amb el significat de lloc elevat, turó amb cim més o menys arrodonit. A la llista de focs de 1.381 se cita com Puyo.
- El despoblat de Pociello.[13]

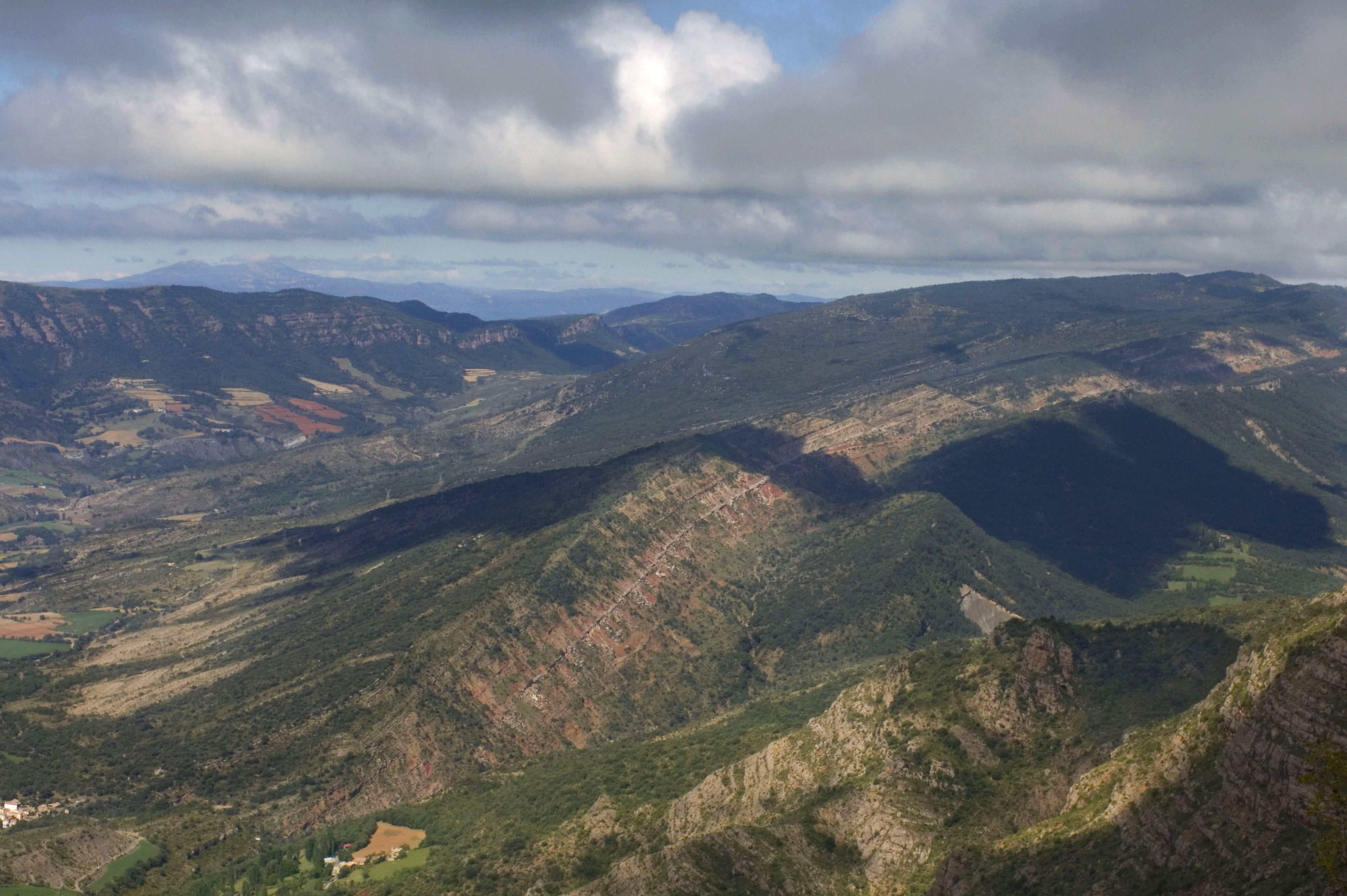
Serra del Jordal vista des de la serra de Sis.

- Sala (Serra del Jordal). Aquest lloc té un topònim descriptiu d'origen germànic. Fora de la jurisdicció dels castells hi havia també dominis i possessions senyorials: domus, turris, fortia, sala o stadium. Eren simplement torres o fortaleses de defensa, o cases pairals importants, l'edifici constava només d'una gran sala de recepció, gairebé sempre de domini alodial.[14] L'alou era el règim de propietat de béns immobles, generalment terres, en el qual durant l'edat medieval el propietari (l'aloer) tenia el domini complet, absolut i lliure sobre les terres,[15] és a dir, tant el domini directe (la propietat), com el domini útil (el dret d'ús). Era el concepte antagònic de l'emfiteusi o propietat feudal, on el domini útil (o dret d'ús) d'un feu se cedia a un noble vassall, qui havia de pagar un «cens» o servir-lo personalment a canvi del dret d'ús.[16]

| Entitat de població | Habitants |
| ------------------- | --------- |
| Eixea               | 13        |
| Parderniu           | 8         |
| Pueio               | 5         |
| Reperós             | 0         |
| Sala                | 6         |
| Serrat              | 15        |
| Font: Idescat       |           |

## Llengua
El parlar d'aquesta vall fronterera és de transició entre el català i l'aragonès, similar al de Merli, Nocelles i Cercuran. En un primer moment podria incloure's en el domini català els nuclis de Reperós i les anomenades Casas de Piniello, però en l'actualitat ja són despoblats.